# Мелик-Пашаев, Александр Александрович
Александр Александрович Мелик-Пашаев (род. 9 июля 1941) — советский и российский художник и учёный-психолог, доктор психологических наук, профессор.
Является автором около четырёхсот публикаций в научных, научно-популярных изданиях и СМИ.

## Биография
Родился 9 июля 1941 года в Москве в семье дирижёра, народного артиста СССР А. Ш. Мелик-Пашаева и балерины М. С. Шмелькиной (1909—1995).
В школьные годы занимался в кружке при Доме архитекторов, который вела художница Р. М. Рабинович. Окончил Среднюю художественную школу при институте им. Сурикова и постановочный факультет Школы-студии МХАТ. Отмечает значимыми для себя в собственном духовном развитии преподавателя и декана Школы-студии В. В. Шверубовича.
По окончании в 1965 году института и года службы в Советской армии, Александр Мелик-Пашаев работал в мастерских Большого театра, был художником-постановщиком в Ереванском театре оперы и балета (ныне Театр оперы и балета имени А. А. Спендиарова). Вступил в Союз художников Москвы, его работы выставлялись на городских и персональных выставках, последняя из которых прошла в 2013 году в Центре «Мусейон» при Государственном музее изобразительных искусств им. А. С. Пушкина. Член Союза художников Российской Федерации.
В начале 1970 годов, обратив внимание на творческие возможности детей, Мелик-Пашаев заинтересовался психологией детского художественного творчества. Желая специализироваться в этой области, в 1972 году поступил в аспирантуру Института общей и педагогической психологии АПН (ныне Психологический институт РАО), где его научным руководителем учёный В. А. Крутецкий. В 1975 году защитил кандидатскую диссертацию на тему «Способность к применению цвета в качестве выразительного средства как компонент художественной одаренности», а в 1994 году — докторскую на тему «Психологические основы способностей к художественному творчеству». Преподавал на кафедре психологической реабилитации факультета клинической и специальной психологии Московского государственного психолого-педагогического университета.
С 1991 года начал работать в журнале «Искусство в школе» и в 1994 году стал его главным редактором. В настоящее время А. А. Мелик-Пашаев — главный научный сотрудник лаборатории психологии одаренности Психологического института РАО, руководитель группы «Психологические проблемы художественного развития». Член диссертационных советов ряда вузов, член Международного совета по музыкальному воспитанию. Участвует в работе комиссий Общественной палаты РФ по культуре и образованию. Член Большого Жюри (1999—2018) Национального психологического конкурса «Золотая Психея».
Его жена — поэт, психолог и педагог З. Н. Новлянская, кандидат психологических наук.

## Заслуги
- Лауреат премии правительства РФ в области образования (1999), премии федеральной целевой программы «Одаренные дети» за особый вклад в работу с одаренными детьми (2002) и премии имени А. А. Смирнова I степени «За вклад в развитие психологической науки» (1995).
- Награждён медалями им. К. Д. Ушинского «За заслуги в области педагогических наук» (1999), Г. И. Челпанова I степени (2007), «Все краски мира» (За заслуги в развитии детского творчества, 2007) и «В память 850-летия Москвы» (1997).